# Vixesteblíievskaia

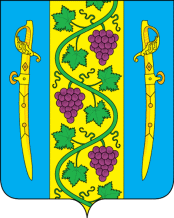
Escut d'armes de Vixesteblíievskaia.

Vixesteblíievskaia - Вышестеблиевская (rus) - és una stanitsa del krai de Krasnodar, a Rússia. Es troba a la península de Taman, a la vora septentrional del liman Tsokur, a 31 km a l'oest de Temriük i a 156 km a l'oest de Krasnodar, la capital.
Pertany a aquest municipi la població de Vinogradni.